# Орьо, Поль Мари
Поль Мари Орьо (фр. Paul Marie Horiot; 1769—1809) — французский военный деятель, полковник (1809 год), участник революционных и наполеоновских войн.

## Биография
Родился в семье Клода Орьо (фр. Claude Horiot; 1726—) и Маргариты Кранс (фр. Marguerite Crance; 1731—1815). Поступил на службу 2 декабря 1784 года в Оксоннский артиллерийский полк (с 1 января 1791 года – 6-й полк пешей артиллерии). 15 августа 1791 года вышел в отставку.
23 октября 1792 года вернулся на службу и был избран сослуживцами капитаном, возглавив 2-ю роту 3-го батальона волонтёров Верхней Марны. С 1792 по 1793 годы сражался в рядах Северной армии на территории Бельгии. В ходе первой амальгамы его батальон влился в состав 3-го батальона 127-й полубригады. 30 июня 1794 года его рота была одной из тех, которые заставили врагов отступить к Монсу, куда в тот же вечер вошла французская армия. В ходе боя взял шесть кессонов и батарею пушек, которые успешно направил на противника. 19 февраля 1796 года в ходе второй амальгамы оказался возглавил роту гренадер 2-го батальона 3-й полубригады линейной пехоты полковника Мартильера. В составе Самбро-Маасской армии генерала Журдана 24 июня перправился через Рейн у Келя. Сражался 12 августа у Камлаха против корпуса Конде. 23 августа переправился через Лех и дрался у Фридберга. С 13 сентября принимал участие в отступлении Рейнской армии. С 2 декабря 1796 года по 9 января 1797 года участвовал в обороне Келя. В 1798 году 3-я полубригада вошла в состав Гельветической армии и 2 марта оккупировала Золотурн. 10 мая 1798 года 3-я полубригада переведена в Итальянскую армию. Отличился в битве при Нови. 15 декабря 1799 года он сражался в Лигурии под началом генерала Сен-Сира. Построив боевой порядок на крытой тропе и скрестив штыки, он остановил большое количество бежавших войск. В тот же день он выломал двери дома, откуда австрийцы вели постоянный огонь, проник в него первым и взял троих пленных из полка Йордиса. Под началом генерала Массена участвовал в обороне Генуи в начале 1800 года. 10 апреля 1800 года со своей ротой он провёл разведку и привёл пленных, среди которых был офицер. На следующий день по приказу генерала Сульта вошёл в состав отряда из 400 человек под командованием полковника 3-й полубригады Мутона, который атаковал отряд противника, составленный из отрядов Дойчмайстера, Вукассовича, Латтермана и Коллоредо. В раппорте Сульта упоминалось, что Орьо и его люди первыми бросились на полк Дойчмайстера, убивая и опрокидывая всё на своём пути и открывая широкую брешь для своих товарищей. Вскоре та же участь постигла и полк Латтермана. Французы взяли множество пленных, а вместе с ними семь знамён и трё старших офицеров. Капитан Орьо был одним из храбрых людей, внесших наибольший вклад в исход этого блестящего дела. В какой-то момент противнику удалось прорвать нашу линию; Орьо, имея сто пятьдесят гренадеров, отвечал восстановление строя; он добился полного успеха и взял пленных. 15 апреля 1800 года по приказу того же генерала ему пришлось поддержать очередной бой с превосходящими силами на высотах Савоны. Патроны были в армии такой же редкостью, как и хлеб; поэтому необходимо было выдержать огонь противника и продвигаться к нему, не стреляя. Поскольку командир батальона Лавернь был ранен, полковник Мутон передал командование этим батальоном капитану Орьо, который мгновением позже сам был очень серьёзно ранен в правую лопатку. 21 мая 1800 года стал командиром батальона и 27 мая был переведён в 97-ю полубригаду. 4 июня 1800 года попал в плен при капитуляции Генуи. 6 ноября 1800 года оставил 97-ю после её сокращения до двух батальонов. Этот офицер, которого всегда считали одарённым величайшей храбростью и одним из самых выдающихся солдат, сражавшихся в революционной войне, во все времена сохранял безупречное поведение; суровый в своём поведении, он хорошо себя ведёт, любит дисциплину и соблюдает её. Сульт и Мутон, которые были свидетелями его хорошего поведения, часто хвалили его и оказывали ему своё уважение и дружбу. 3 ноября 1801 года по указу консулов Орьо был переведён обратно в 3-ю линейную полубригаду, и возглавил 4-й батальон. В 1802 году 3-я полубригада вернулась во Францию. В июне 1803 года его полубригада расположилась в Байонне. В марте 1805 года 3-й полк присоединился к пехотной дивизии Леграна в лагере Сент-Омер. 30 августа 1805 года Орьо возглавил 1-й батальон вместо Миналя, переведённого в гвардию. Под началом полковника Шобера отличился в Австрийской кампании 1805 года. 16 ноября был ранен тремя штыковыми ударами в ходе большой схватки за деревню Грунд у Холлабрунна, и попал в плен. Маршал Сульт написал Императору: «Я очень настоятельно прошу обмена этого храброго офицера».
27 сентября 1806 года Орьо был произведён в майоры и назначен заместителем командира 23-го полка лёгкой пехоты, который входил в состав Армии Неаполя. Под началом полковника  Тьерри блестяще действовал в кампании 1809 года в составе дивизии Дюрютта, которая была частью Итальянской армии. 14 мая отличился при штурме редутов у Мальборгетто, и в своём отчёте Дюрютт написал, что Орьо проявил немало мужества и ума, когда во главе 1-го батальона 23-го полка штурмовал одноименную деревню. 30 мая 1809 года был произведён во вторые полковники и продолжил службу в своём полку. 14 июня был легко ранен в бедро при Раабе, после чего сменил погибшего в этом сражении Тьерри. 6 июля 1809 года при Ваграме храброму Орьо ядро оторвало голову.

## Воинские звания
- Солдат (2 декабря 1784 года);
- Капитан (23 октября 1792 года);
- Командир батальона (21 мая 1800 года);
- Майор (27 сентября 1806 года);
- Полковник (30 мая 1809 года).

## Награды
Легионер ордена Почётного легиона (14 июня 1804 года)